# Lille Egholm
Lille Egholm är en ö i Danmark. Den ligger i Region Syddanmark, i den södra delen av landet. Lille Egholm består av träskmarker.